# Yorkshire Football League
The Yorkshire Football League var en engelsk fotbollsliga. Den grundades 1920 och fanns till 1982 då den gick ihop med Midland Counties League och bildade Northern Counties East Football League.

## Den första ligan
Det har tidigare funnits en kortlivad Yorkshire League grundad 1898-99. Den fanns under två säsonger och hade tio medlemsklubbar. Den brukar inte ses som samma tävling som uppstod 1920.
Under sin tvååriga existens vanns Yorkshire league först av Sheffield United reserves och sedan av Wombwell. Tävlingen ägde rum före många av dagens välkända klubblag bildats, till exempel deltog ett lag från Leeds, som fanns före både Leeds City och Leeds United. Det samma gäller lag från Huddersfield, Halifax och Bradford.
De deltagande lagen var;
- Barnsley
- Bradford
- Doncaster Rovers
- Huddersfield
- Hunslet
- Leeds
- Mexborough
- Sheffield United reserves
- Sheffield Wednesday reserves
- Wombwell

## The Yorkshire League
Den andra Yorkshire League bildades 1920, bestående av en mix av halvprofessionella och amatör fotbollsklubbar. En del klubbar från The Football League lät sina reservlag och tredjelag delta. Ligan existerade till säsongen 1981-82 då gick ihop med Midland Counties League och bildade Northern Counties East Football League.
Grundarna av Yorkshire League 1920 var;
- Acomb
- Bradford Park Avenue reserves
- Dewsbury & Saville
- Fryston Colliery
- Goole Shipyards
- Harrogate
- Rowntrees
- Selby Town
- Wakefield City
- Wath Athletic
- Wombwell
- Yorkshire Amateur
- York YMCA

Under ligans 62-åriga historia så är det bara sex säsonger som inte har spelats, det var under Andra Världskriget. Många fotbollsspelare över hela England kallades in i armén och de flesta ligorna gjorde ett speluppehåll under kriget.

### 1920-1939
Ligans första mästare blev Bradford Park Avenue reserves. 
De var det enda reservlaget den första säsongen, deras framgång gjorde att andra större klubbar skrev in sina reserv- och amatörlag i Yorkshire League följande säsonger.
Ingen klubb dominerade ligan innan Andra Världskriget, men Bradford Park Avenue reserves och Selby Town var de mest framgångsrika totalt sett med tre respektive fyra titlar vardera. 

### 1945-1982
Efter kriget återupptogs ligaspelet säsongen 1945-46. Inom fem år fanns det tillräckligt med klubbar för att starta en andra division, den döptes till Division Two och den ursprungliga kallades Division One. 1961 startades en tredje division men den varade bara under tre säsonger innan den lades i malpåse fram till 1971. 
Stocksbridge Works kom att dominera Yorkshire League under 1950-talet. De var med och startade Division Two, vann divisionen under sin andra säsong och flyttades upp till Division One. Under sin första säsong där vann man titeln, sedan blev det ett uppehåll på två år när Selby Town tog en dubbel. Stocksbridge vann sedan mästerskapet fyra säsonger i rad, ett rekord som stod sig tills ligan lades ned. Efter sin period med framgång blev Stocksbridge en jo-jo klubb som tillbringade korta perioder i Divisions One och Two, och under en säsong Division Three.

### FA Tävlingar
Under den tid som Yorkshire League fanns så deltog dess medlemsklubbar i alla de fyra stora tävlingar som FA anordnade. I den numera nedlagda FA Amateur Cup lyckades Yorkshire Amateur bäst med en semifinalplats 1931-32. I ersättningstävlingen FA Vase tog sig Sheffield till final 1976-77. När det gäller FA Cupen så lyckades Selby Town ta sig till andra omgången 1954-55 och Mexborough Town till tredje omgången i FA Trophy säsongen 1972-73.

### Northern Counties East League
Inga fotbollsklubbar avancerade direkt till Northern Premier League efter dess bildande 1968, klubbar med ambitioner flyttade istället till Midland Counties League. När den regionala fotbollen i Norra England strukturerades om 1982 slogs Yorkshire League och Midland League ihop och bildade Northern Counties East Football League. Den sista vinnaren av Yorkshire League blev Emley.

## Mästare

### 1920-39 - De tidiga åren
Säsongerna 1931-32 och 1932-33 hade man så få klubbar att man spelade två separata tävlingar där vinnarna mötte varandra i en avgörande match om liga titeln. 
| Säsong  | Mästare                       |
| ------- | ----------------------------- |
| 1920-21 | Bradford Park Avenue reserves |
| 1921-22 | Houghton Main                 |
| 1922-23 | Bradford Park Avenue reserves |
| 1923-24 | Methley Perseverance          |
| 1924-25 | Brodsworth Main               |
| 1925-26 | Methley Perseverance          |
| 1926-27 | Harrogate                     |
| 1927-28 | Goole Town                    |
| 1928-29 | Bradford Park Avenue reserves |
| 1929-30 | Bradford City reserves        |
| 1930-31 | Leeds United "A"              |
| 1931-32 | Huddersfield Town "A"         |
| 1932-33 | Selby Town                    |
| 1933-34 | Huddersfield Town "A"         |
| 1934-35 | Selby Town                    |
| 1935-36 | Selby Town                    |
| 1936-37 | Selby Town                    |
| 1937-38 | York City reserves            |
| 1938-39 | Sheffield Wednesday "A"       |

### 1945-49 - Steg mot expansion
Första säsongen efter kriget deltog femton klubbar, men efter hand ökade antalet och man beslöt att bilda en andra division inför säsongen 1949-50. 
| Säsong  | Mästare              |
| ------- | -------------------- |
| 1945-46 | Thorne Colliery      |
| 1946-47 | Goole Town           |
| 1947-48 | Sheffield United "A" |
| 1948-49 | Goole Town reserves  |

### 1949-61 - Två divisions tiden
De kommande tolv åren bestod ligan av två divisioner. Division One hade hela tiden 18 lag men antalet lag i Division Two varierade mellan 13 och 19.
| Säsong  | Division One            | Division Two               |
| ------- | ----------------------- | -------------------------- |
| 1949-50 | Goole Town reserves     | Retford Town reserves      |
| 1950-51 | Sheffield Wednesday "A" | Stocksbridge Works         |
| 1951-52 | Stocksbridge Works      | Farsley Celtic             |
| 1952-53 | Selby Town              | Huddersfield Town "A"      |
| 1953-54 | Selby Town              | Rawmarsh Welfare           |
| 1954-55 | Stocksbridge Works      | Hull City "A"              |
| 1955-56 | Stocksbridge Works      | Rawmarsh Welfare           |
| 1956-57 | Stocksbridge Works      | Retford Town               |
| 1957-58 | Stocksbridge Works      | East End Park WMC          |
| 1958-59 | Retford Town            | Yorkshire Amateur          |
| 1959-60 | Farsley Celtic          | Grimethorpe Miners Welfare |
| 1960-61 | Sheffield Wednesday "A" | Hallam                     |

### 1961-64 - Tre divisioner
1960-61 bestämdes det att man skulle bilda en tredje division. Den varade bara tre år och de två första åren bestod den reserv eller amatörlag, men sista säsongen tillkom två A-lag. Division Three lades sedan ned och ligan återgick till att ha två divisioner.
| Säsong  | Division One        | Division Two                  | Division Three          |
| ------- | ------------------- | ----------------------------- | ----------------------- |
| 1961-62 | Stocksbridge Works  | Bridlington Trinity           | Farsley Celtic reserves |
| 1962-63 | Stocksbridge Works  | Wombwell Sporting Association | Farsley Celtic reserves |
| 1963-64 | Bridlington Trinity | Rawmarsh Welfare              | Keighley Central        |

### 1964-70 - Två divisioner igen
De kommande sex åren konsoliderades ligan efter experimentet med tre divisioner.
| Säsong  | Division One                  | Division Two        |
| ------- | ----------------------------- | ------------------- |
| 1964-65 | Wombwell Sporting Association | Stocksbridge Works  |
| 1965-66 | Wombwell Sporting Association | Norton Woodseats    |
| 1966-67 | Bridlington Town              | Hull Brunswick      |
| 1967-68 | Bridlington Trinity           | Lincoln United      |
| 1968-69 | Farsley Celtic                | Rawmarsh Welfare    |
| 1969-70 | Rawmarsh Welfare              | Dinnington Athletic |

### 1970-82 De sista åren
1970 gick man tillbaka till formatet med tre divisioner. Den här gången bestod den tredje divisionen nästan bara av A-lag, däribland gamla ligamästarna Stocksbridge. 1982 gick Yorkshire League och Midland League ihop och bildade Northern Counties East Football League. 
| Säsong  | Division One      | Division Two             | Division Three           |
| ------- | ----------------- | ------------------------ | ------------------------ |
| 1970-71 | Lincoln United    | North Ferriby United     | Stocksbridge Works       |
| 1971-72 | Winterton Rangers | Barton Town              | Leeds Ashley Road        |
| 1972-73 | Mexborough Town   | Leeds & Carnegie College | Hall Road Rangers        |
| 1973-74 | Lincoln United    | Thackley                 | Pickering Town           |
| 1974-75 | Ossett Albion     | Bridlington Town         | Stocksbridge Works       |
| 1975-76 | Emley             | Guiseley                 | Rawmarsh Welfare         |
| 1976-77 | Winterton Rangers | Sheffield                | Bentley Victoria Welfare |
| 1977-78 | Emley             | Kiveton Park             | Yorkshire Amateur        |
| 1978-79 | Winterton Rangers | Ossett Albion            | York Railway Institute   |
| 1979-80 | Emley             | Barton Town              | Hall Road Rangers        |
| 1980-81 | Leeds Ashley Road | Ossett Albion            | Bradley Rangers          |
| 1981-82 | Emley             | Harrogate Town           | Pontefract Collieries    |